# Obchodní akademie Tomáše Bati a Vyšší odborná škola ekonomická Zlín
Obchodní akademie T. Bati (celým názvem Obchodní akademie Tomáše Bati a Vyšší odborná škola ekonomická Zlín) je střední škola ve Zlíně, nejstarší ve městě. Byla založena roku 1933 jako součást Baťovy školy práce pro mladé ženy a muže.
Škola je umístě v centru města Zlína. V blízkosti školy se nachází Univerzita Tomáše Bati, se kterou obchodní akademie úzce spolupracuje, a také Krajské kulturní a vzdělávací centrum, jehož součástí je firlharmonie Bohuslava Martinů a část odborné knihovny Baťovy univerzity. Tyto budovy jsou dílem architektky Evy Jiřičné. Dále je možné se dostat do městského parku, kde má sídlo Krajská knihovna Františka Bartoše.
Škola se skládá ze dvou budov, které jsou společně spojené průchozím krčkem. Do školy se dá dostat pomocí tří vchodů, kde dva vchody vedou do přistavěné budovy. Vnitřní prostory tvoří učebny, které jsou vybaveny multimediální technikou (dataprojektorem, plátnem a počítačem), počítačové učebny, knihovny, jazykové laboratoře s audiotechnikou, tělocvična a malý přednáškový sál.

## Historie
Obchodní akademie T. Bati patří mezi nejstarší střední školy ve Zlíně. Její historie je úzce spojena s historií Baťova koncernu. Vznikla jako odnož Baťovy školy práce, kde byli studenti vyučování pro obchodování se zahraničím a především pro dovednost cizích jazyků. V roce 1933 byla ve Zlíně zřízena pobočka OA v Uherském Hradišti a v roce 1937 ministerským výnosem samostatná škola s názvem Obchodní akademie Tomáše Bati pro zahraniční obchod ve Zlíně.
Během 2. světové války byly ze školy propouštěni učitelé, ale také žáci a v roce 1944 byla škola zcela uzavřena. Po válce prošla škola několika významnými změnami od vysokého nepochopení až po podceňování obchodního školství až po určité oživení koncem 60. let.
Velké změny byly viděny i v názvu školy. Nejprve Vyšší hospodářská škola, pak Střední ekonomická škola v Gottwaldově, kde se nacházely dva obory, Administrativa a Všeobecná ekonomika. Dále se také zlepšily prostorové podmínky, když koncem 80. let byla přistavěna nová budova.
V roce 1991 se škola vrátila ke svému původnímu názvu, Obchodní akademie, a na základě zřizovací listiny se stává samostatným právním subjektem. Jsou zde zavedeny nové volitelné předměty a škola se začíná specializovat na tři základní zaměření - marketing, finance a administrativu. V roce 1990 se Obchodní akademie zapojila do spolupráce s řadou zahraničních škol s cíle zavést v ČR terciární vzdělávání formou vyšší odborné školy. V roce 1992 na obchodní akademii zasedli první studenti navštěvující vyšší odbornou školu.
Významnou událostí v historii školy je přejmenování Obchodní akademie na Obchodní akademii Tomáše Bati Zlín v roce 1993. Název byl změněn na základě iniciativy školy a jejich bývalých absolventů a rozhodnutím MŠMT. Zdroj dat

### Ředitelé školy
- 1937–1942 František Ráček
- 1942–1945 a 1945–1950 Ing. František Kupka

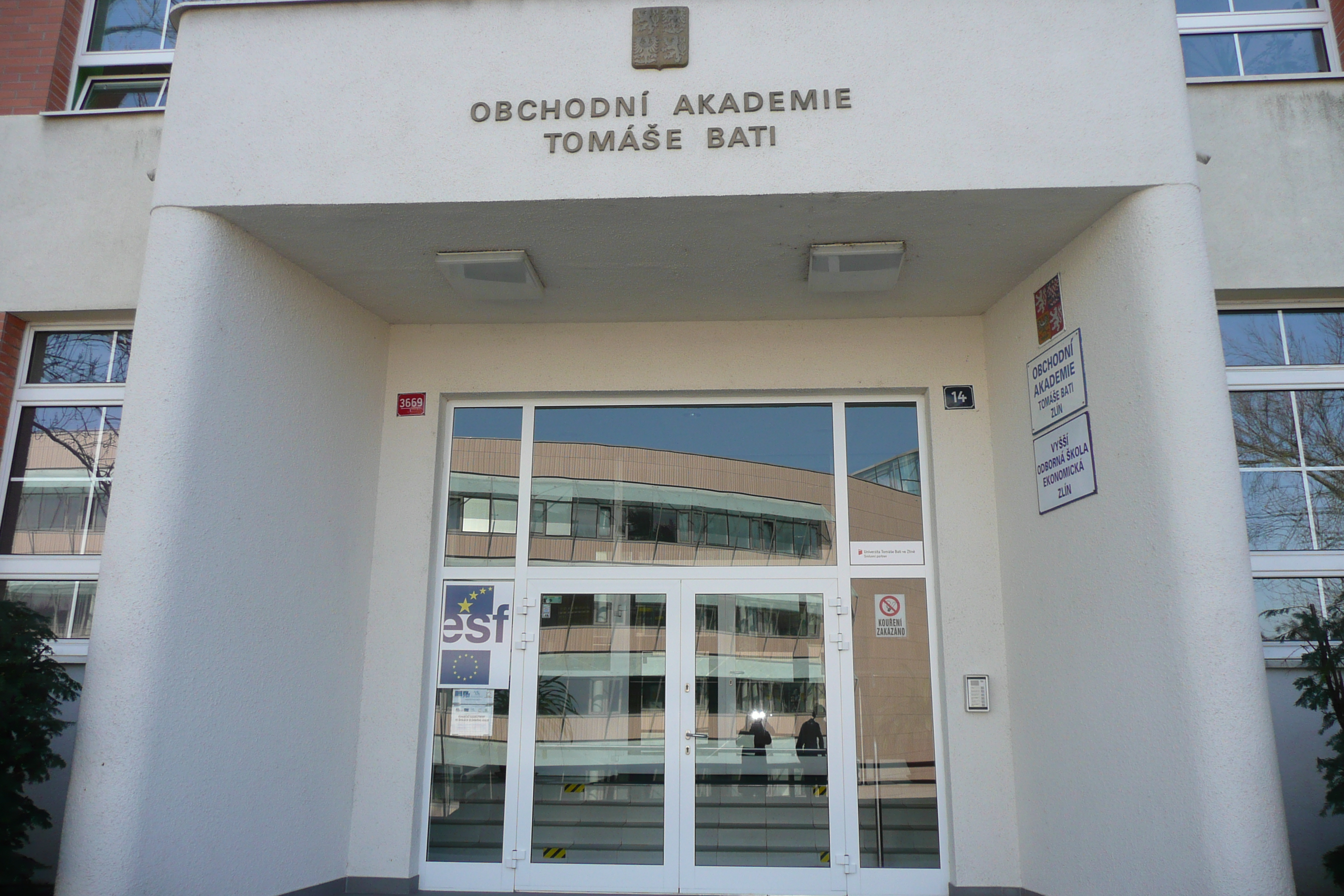
Hlavní vchod do Obchodní akademie T. Bati

- 1950–1974 Josef Jareš
- 1974–1977 Dr. Otakar Grepl
- 1977–1997 Ing. Jiří Filipec
- 1997–2002 Ing. Jaroslav Světlík
- 2002–2008 Ing. Alena Dofková
- 2008–2013 PaedDr. Josef Rydlo
- 2013 - 2020 Ing. Pavel Hýl
- 2020 - 2021
- 2021 - dosud Mgr. Petr Bělaška
- zdroj dat[2]

## Současnost
V současné době nese škola delší název a to Obchodní akademie T. Bati a VOŠE Zlín. Studuje se na třech vzdělávacích stupních tzv. "tři školy pod jednou střechou": střední odborná škola; vyšší odborná škola a bakalářské studium.
Celkem na škole studuje okolo 1000 studentů, kteří jsou vyučování více než 60 interními pedagogy. Ředitelem obchodní akademie je Mgr. Petr Bělaška
Student získá znalosti jak po stránce teoretické, tak po stránce praktické.

### Střední škola
Obchodní akademie, jako střední škola, poskytuje odborné vzdělání, které je zakončené maturitní zkouškou. Studuje se celkem ve 4 oborech: Obchodní akademie (podniková ekonomika, mezinárodní obchod, cestovní ruch), veřejnoprávní činnost a ekonomické lyceum.

#### Podniková ekonomika, mezinárodní obchod a cestovní ruch
Student na těchto typech oborů se uplatňuje především jako zaměstnanec v administrativní činnosti ve firmách všech právních forem nebo také v podnikatelské činnosti.
Studenti během 4 let studia získají znalosti dvou cizích jazyků, ovládání programového vybavení počítače pro řešení ekonomických úloh, práce s internetem a základní znalosti účetnictví a ekonomiky.
Po složení maturitní zkoušky mají studenti možnost také nastoupit na terciární stupeň zejména na vysoké školy nebo vyšší odborné školy.

#### Veřejnosprávní činnost
Absolvent veřejnosprávní činnosti se uplatní v rámci působnosti územních, ústředních nebo jiných orgánů státní správy a samosprávy.
Student získává znaslost dvou cizích jazyků, programového vybavení počítače pro řešení ekonomických úloh, znalosti práce s internetem, ale i znalosti odborných předmětů.
Absolvent je připraven také po složení maturitní zkoušky nastoupit do některé z forem terciárního vzdělávání, zejména ke studiu na vysoké škole nebo na vyšší odborné škole.

#### Ekonomické lyceum
Studium obru ekonomické lyceum probíhá jak po odborné stránce (studium ekonomiky, účetnictví a jiných odborných předmětů), tak po stránce všeobecné (humanitní a přírodovědné předměty).
Absolvent tohoto typu oboru je po složení maturitní zkoušky připraven na další studium, zejména na ekonomických a právnických fakultách vysokých škol a na studium na vyšších odborných školách.

### Vyšší odborná škola
Studium je rozděleno do tří let a ukončuje se absolutoriem (skládá se z teoretické zkoušky z odborných předmětů, cizího jazyka a absolventské práce). Absolvent obdrží diplom a titul „diplomovaný specialista“.
Na Obchodní akademii T. Bati se na terciárním stupni - vyšší odborné škole - dají studovat dva obory: marketing pro střední stupeň řízení a obor účetnictví a finanční řízení.

### Bakalářské studium
Bakalářské studium na Obchodní akademii T. Bati je zřízeno od roku 2000 na základě dohody s Fakultou managementu a ekonomiky na Univerzitě T. Bati ve Zlíně.
Studium je tříleté a je ukončeno bakalářskou zkouškou (bakalářská práce a její obhajoba, státní zkoušky). Student dosáhne titulu bakalář.
Studium je rozděleno na dva obory: marketing a finanční řízení podniku.

## Významné regionální osobnosti Obchodní akademie T. Bati
Ing. Jiří Filipec - Ing. Jiří Filipec byl ředitelem školy v době, kdy nesla název Střední škola ekonomická v Gottwaldově (1977 - 1997). Zapříčinil se ke vzniku vyšší odborné školy a bakalářského studia. 30. listopadu 2012 byl vyznamenán primátorem Statutárního města Zlín za dlouholetou pedagogickou činnost a novátorský přístup k ekonomickému školství.
Ludvík Vaculík - Ludvík Vaculík je český prozaik, fejetonista, publicista a rozhlasový redaktor. Vystudoval Baťovu odbornou dvouletou obuvnickou školu a v letech 1944–1946 studoval na zlínské obchodní akademii pro zahraniční obchod.

## Aktivity a prezentace školy na veřejnosti
Den Země - Každoročně jsou studenti zapojování do městské akce na Dni Země. Mají svůj stánek na Náměstí Míru ve Zlíně, kde účastníci mají možnost získat drobné dárky od školy za určitou soutěž.
Soutěže a přehlídky - studenti střední školy jakéhokoli ročníku mají možnost se zapojit do soutěží jak odborných, jazykových, tak i sportovních.
Adaptační kurz – pro studenty nastupující do prvního ročníku střední školy.
Sportovní kurz – je možné se zúčastnit v 1. a 2. ročníku střední školy (lyžařský výcvik, cyklistický kurz, vodácký kurz).
Zájezdy do zahraničí - pořádají se výměnné pobyty do Anglie, Francie a jiných států Evropské únie.
Reprezentační ples - pořádá se každý rok pro studenty, pracovníky a přátele školy. Je pořádan na Interhotelu Moskva ve Zlíně.
Státnice ze psaní na klávesnice - každoročně se studenti mohou přihlásit na složení státnic z rychlostního psaní na klávesnici, korektury textu nebo na státnice na zpracování obchodní korespondence a tabulek.
Odborná praxe – určena pro studenty 3. ročníků střední školy. Trvá po dobu 3 týdnů. Student si najde vlastní firmu,, která mu poskytne podmínky pro její složení. Na konci praxe sestavuje profil firmy a činností, které na praxi prováděl. Odborná praxe je součástí maturitního hodnocení.
Projektový týden – určen pro studenty 3. ročníků. Studenti v jednom týdnu zpracovávají práci na určité téma v různých oborech. Studenti poté proti sobě soutěží. Vypracovaný projekt je součástí maturitního hodnocení.